# Junonia sophia

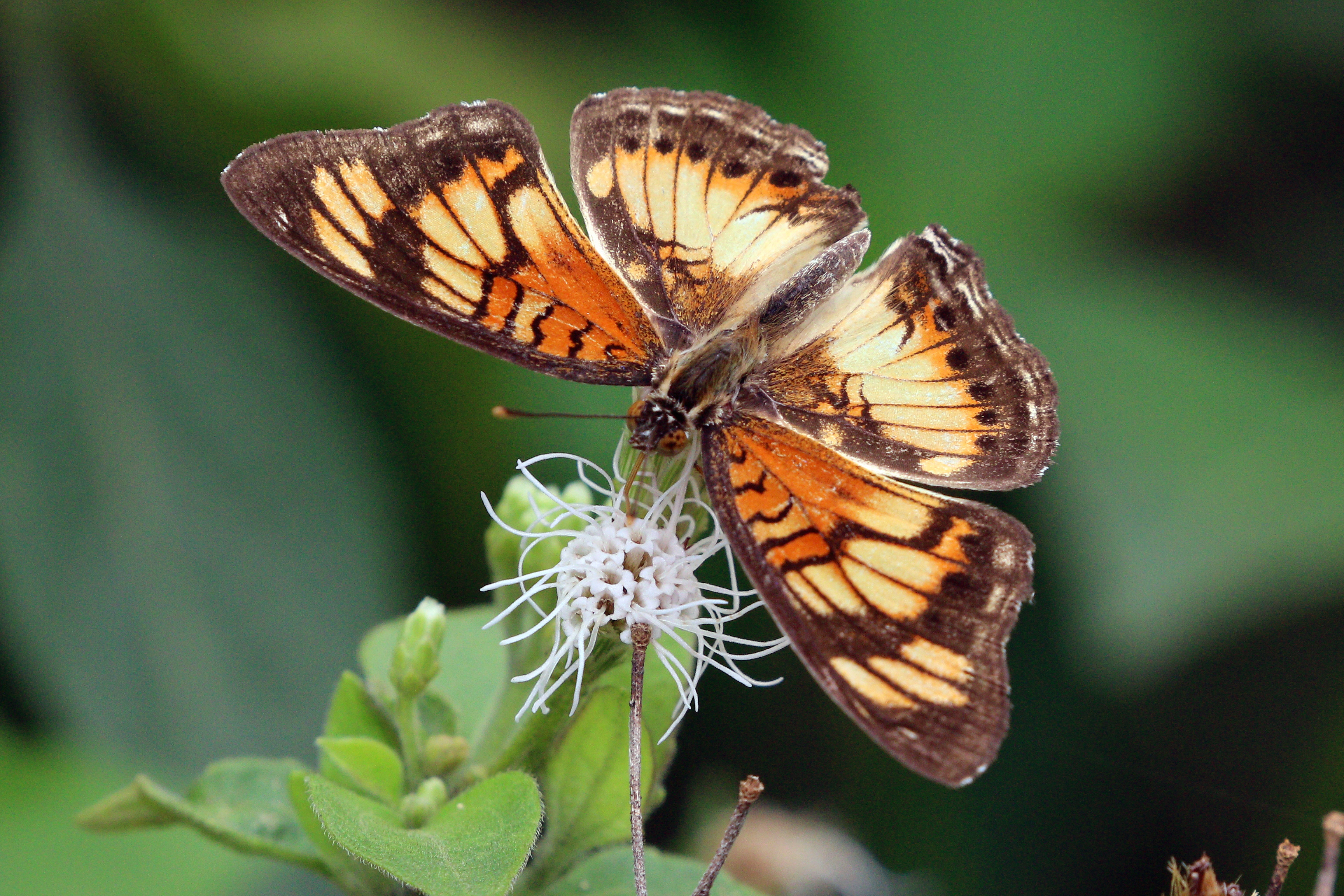
Weibchen

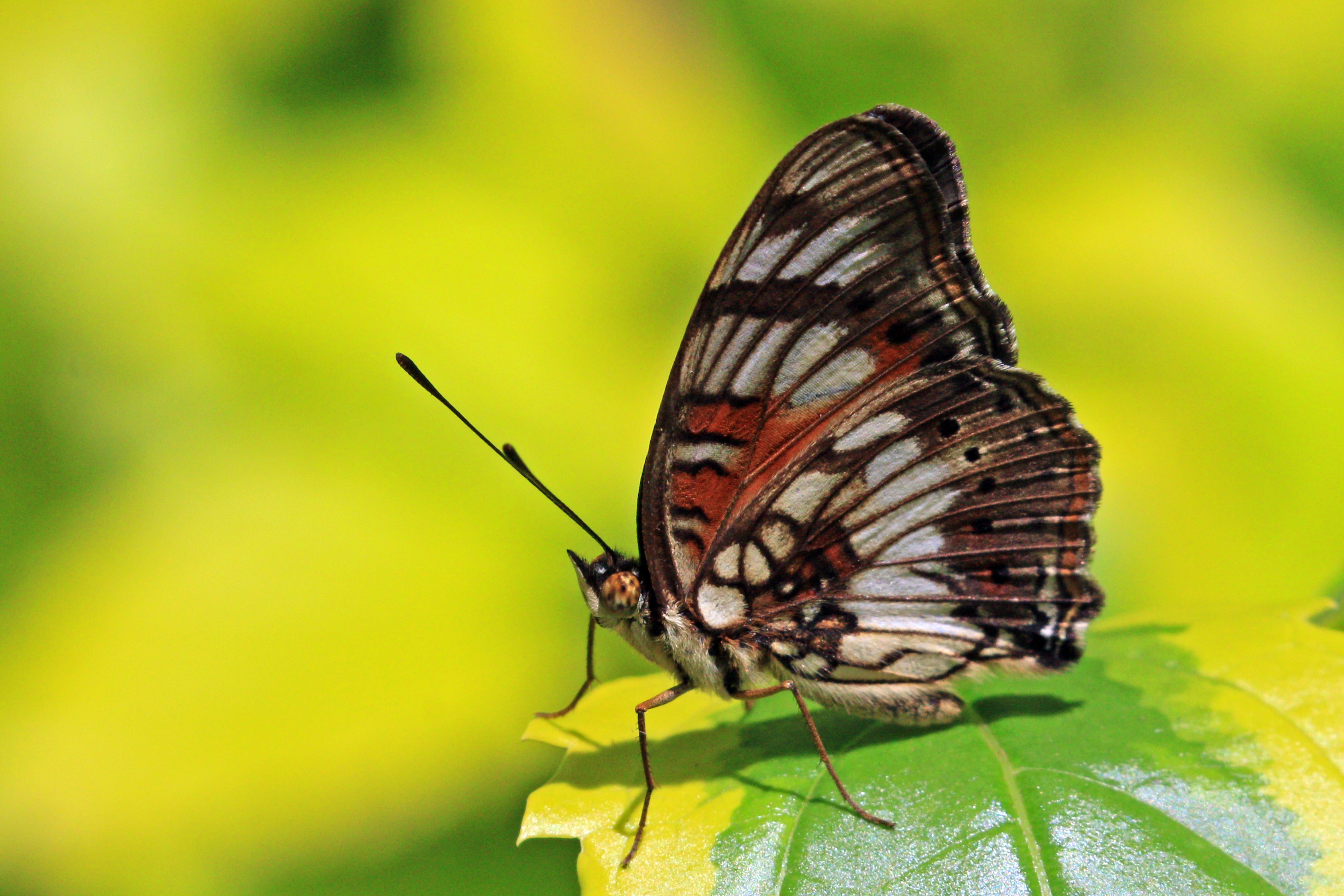
Flügelunterseite

Junonia sophia ist ein in Afrika vorkommender Schmetterling (Tagfalter) aus der Familie der Edelfalter (Nymphalidae).

## Beschreibung

### Falter
Die Flügelspannweite der Falter beträgt 40 bis 45 Millimeter. Es liegt ein geringer Sexualdimorphismus vor. Die Grundfarbe der Flügeloberseiten bei beiden Geschlechtern ist dunkelbraun. An die rostrote Basalregion der Vorderflügel schließt sich eine weißliche oder gelbliche Diskalregion an, die sich auf den Hinterflügeln fortsetzt und bei den Weibchen meist sehr breit ausgebildet ist. Nahe dem Apex heben sich auf den Vorderflügeln mehrere gelbweiße Flecke ab. Einige Formen sind im Gesamterscheinungsbild dunkler. Auf die Flügelunterseite schimmern die Zeichnungen der Oberseite in ähnlichem Muster, jedoch etwas undeutlicher  hindurch.

### Präimaginalstadien
Die ersten Stände sind noch nicht beschrieben.

### Ähnliche Arten
Die Falter von Junonia sophia sind aufgrund der sehr markanten Zeichnung unverwechselbar.

## Verbreitung und Lebensraum
Neben der in Ghana, Senegal, Gambia, Guinea-Bissau, Guinea, Sierra Leone, Liberia, Burkina Faso, Togo, Nigeria, Kamerun und der Elfenbeinküste vorkommenden Nominatform Junonia sophia sophia ist die Unterart Junonia sophia infracta im Westen und der Mitte Afrikas weit verbreitet. Angaben bezüglich eines Vorkommens in Indien sind falsch. Die Art besiedelt bevorzugt Waldlichtungen und Forststraßenränder. Sie ist auch in Gärten und Parkanlagen anzutreffen.

## Lebensweise
Die Falter fliegen in mehreren Generationen das ganze Jahr hindurch, schwerpunktmäßig im November. Zur Nektaraufnahme besuchen sie Blüten. Sie neigen dazu, kleine Kolonien zu bilden. Typischerweise fliegen sie gemeinsam in Waldlichtungen und ähnlichen halboffenen Lebensräumen, wo sie sich auf Grashalmen oder Blüten mit voll ausgebreiteten Flügeln sonnen. Die Raupen ernähren sich von den Blättern verschiedener Akanthusgewächse.